# 42nd Street-Bryant Park/Fifth Avenue
42nd Street-Bryant Park/Fifth Avenue è una fermata della metropolitana di New York situata all'incrocio tra le linee IND Sixth Avenue e IRT Flushing. Nel 2019 è stata utilizzata da 17 213 702 passeggeri. È servita dalle linee 7, D e F sempre, e dalle linee B e M durante i giorni feriali esclusa la notte. Durante l'ora di punta del mattino in direzione Manhattan e l'ora di punta del pomeriggio in direzione Queens la stazione è servita anche dalle corse espresse della linea 7.

## Storia
La stazione sulla linea IRT Flushing fu aperta il 22 marzo 1926, mentre quella sulla linea IND Sixth Avenue venne inaugurata il 15 dicembre 1940. Le due stazioni furono collegate tra di loro nel 1971.

## Strutture e impianti
La stazione della linea IRT Flushing ha una banchina ad isola e due binari ed è posta sotto il lato settentrionale di Bryant Park. Il mezzanino della stazione ha tre uscite per il piano stradale, due su 42nd Street e una all'incrocio con Fifth Avenue, e all'estremità ovest è collegato al mezzanino della stazione IND.
La stazione della linea IND Sixth Avenue ha due banchine ad isola e quattro binari, i due esterni per i treni locali e i due interni per quelli espressi. È posta al di sotto di Sixth Avenue e il mezzanino ha dieci uscite, cinque all'incrocio con 42nd Street, quattro all'incrocio con 40th Street e una nell'angolo nord-ovest dell'incrocio con 39th Street.

## Interscambi
La stazione è servita da alcune autolinee gestite da MTA Bus e NYCT Bus.
- Fermata autobus